# 38086 Beowulf
38086 Beowulf è un asteroide near-Earth della famiglia Apollo. Scoperto nel 1999, presenta un'orbita caratterizzata da un semiasse maggiore pari a 1,4201354 UA e da un'eccentricità di 0,5663862, inclinata di 23,67672° rispetto all'eclittica.
L'asteroide era stato inizialmente battezzato 38086 Beowolf per poi essere corretto nella denominazione attuale.
L'asteroide è dedicato al protagonista dell'omonimo poema epico anglosassone.